# Ludwig Landgrebe
Ludwig Landgrebe, (9. března 1902 Vídeň – 14. srpna 1991 Kolín nad Rýnem) byl fenomenologický filosof 20. století.

## Životopis
Landgrebe se narodil v rodině obchodníka, studoval filosofii, historii a geografii nejprve ve Vídni, pod dojmem z četby M. Schelera přešel do Freiburgu, kde se roku 1923 stal asistentem Edmunda Husserla a 1927 promoval prací o W. Diltheyovi. Roku 1935 se habilitoval v Praze u O. Krause a podílel se na záchraně Husserlovy pozůstalosti. Od roku 1939 pracoval spolu s E. Finkem v Husserlově archivu v Lovani. Protože jeho žena byla Židovka, byl roku 1940 deportován do Hamburku, kde byl pracovně nasazen. Roku 1945 se znovu habilitoval v Hamburku, od roku 1947 byl profesorem filosofie na univerzitě v Kielu a od roku 1954 na univerzitě v Kolíně nad Rýnem.

## Dílo
Landgrebe byl jedním z nejbližších žáků Husserlových, věnoval se však i dalším oblastem dějin, náboženství a politiky. Na rozdíl od svého učitele měl také blíže k metafysice, kterou pokládal za „myslící rozpomínání člověka v celku bytí“. Už od svých pražských let byl také blízkým přítelem Jana Patočky, za nímž – pokud poměry dovolily – také zajížděl. Český čtenář může ocenit jeho myšlení v knížce „Filosofie přítomnosti“, jež podává přehled německé filosofie 20. století včetně bohaté bibliografie.

## Spisy
- L. Landgrebe, Filosofie přítomnosti, Praha 1968